# Kalevi Kiviniemi
Kalevi Kiviniemi, nacido como Kalevi Ilmari Kiviniemi, (Jalasjärvi, Finlandia 30 de junio de 1958-3 de abril de 2024) fue un organista finlandés más conocido fuera de su país. Llamado por el comité de la composición musical en Finlandia “El Titán, Mago del órgano y el Maestro de la Improvisación”, es uno de los músicos finlandeses qué tienen más éxito a nivel internacional.

## Reseña biográfica
En 1977 se graduó del instituto y en 1983 recibió su diploma de curso de órgano, su diploma final en la especialidad general y el diploma del profesor de instrumento en la Academia Sibelius. Su profesor de órgano fue Eero Väätäinen, y Olli Linjama de improvisación. 
Además de sus estudios en Finlandia, Kiviniemi ha hecho viajes a Alemania, Países Bajos y Francia. Allí fue inspirado por Pierre Cochereau, Olivier Messiaen, Jean Langlais ja Marie-Claire Alain, y en los Países Bajos con Jacques van Oortmerssen y Gustav Leonhardt. 
Trabajó como organista en la Catedral de la Cruz en Lahti (1985-2000) y en la misma ciudad sucedió a Aimo Känkänen como el director del Festival Internacional del Órgano (1991-2001). Desde 2001 ha dado recitales.
Además de su país, Kiviniemi ha dado recitales en Suecia, Dinamarca, Noruega, Estonia, Italia, Inglaterra, Alemania, Francia, Holanda, Suiza, Rusia, Japón, Islas Filipinas, Australia, Los Estados Unidos, Canadá, Luxemburgo, República Checa, Polonia, Bélgica y España. Las salas más conocidas en las cuales ha dado recitales son, entre otras, Gewandhaus en Alemania, y Osaka Concert Hall, Sapporo Kitara Concert Hall y Yokohama Minato Mirai Concert Hall en Japón.
Su carrera internacional comenzó en los 90 con los recitales en Japón y Londres, y después continuó en Europa y los Estados Unidos, Rúsia, Asia y Australia. Además, Kiviniemi ha tocado a menudo en la Catedral de Nuestra Señora en París y en las catedrales St. Sulpice y Ste Clotilde. Aparte de sus recitales en solitario y recitales de música de cámara, Kiviniemi ha tocado con varias orquestas conocidas como la Orquesta de Cámara de Moscú y la Orquesta Sinfónica de Moscú. En Finlandia ha colaborado con la Orquesta Filarmónica de Helsinki y Sinfónia Lahti, y con directores como Constantin Orbelian, Leif Segerstam, Osmo Vänskä, Peeter Lilje, Petri Sakari, Hannu Lintu y Santtu-Matias Rouvali. También ha sido el miembro de los jurados en los concursos internacionales de órgano (Nürnberg 1996, Capri 1998, Speyer 2001, Korschenbroich 2005, St Albans 2013) y ha dado los clases magistrales en la Universidad de Ruhr en Bochum, en la universidad Appleton en Lawrence y en Gustavus Adolphus College en los Estados Unidos, además de en la Academia Sibelius en Finlandia.

## Distinciones
El comité de la composición musical de Finlandia dicen que Kiviniemi ”es el organista versátil y supremo. Su especialidad es la música francesa para el órgano pero es excepcionalmente creativo en la música de los siglos y estilos distintos, incluso en la música contemporánea. Es bien conocido por su conocimiento excepcional en improvisación. Así mismo, ha hecho varios arreglos para el órgano con las obras de Wagner, Liszt y Franck, entre otros, y ha expandido al arte del órgano fuera de sus acostumbrados límites. Cuando toca el órgano del teatro gigante Wurlitzer, que posee los efectos más increíbles los cuales Kiviniemi no duda usar sin vergüenza y sin límites”.

## Premios
Las grabaciones de Kiviniemi han recibido muchísimos premios, entre otros dos discos de oro y uno de platino. En 2000 la revista inglesa The Organ eligió el álbum Improvisations como disco del año. El premio finlandés Janne al mejor álbum fue para Visions, grabación de obras para órgano finlandesas. En 2009 el álbum Lakeuden ristin urut recibió el premio ’Recording of the Year de Music Web International” en los Estados Unidos.
En 1998 fue el primer músico finlandés elegido como artista del mes por la Fundación Cultural Musashino Japón junto con Camilla Nylund. En 2003 recibió el premio Luonnotar y en 2004 recibió el trofeo de la asociación Organum por su trabajo excepcional en el arte del órgano en Finlandia. En 2000 fue elegido Ciudadano del año por la asociación Lahti. En 2009 recibió el Premio estatal en el arte de la composición, el premio más importante de Finlandia. En 2012 recibió el título de caballero Chevalier OCM. En 2014 recibió la orden Pro Cultura Tavastica et Fennica.

## Discografía
Kiviniemi es conocido por sus 160 grabaciones hechas con instrumentos históricos en Estados Unidos, Japón, Islas Filipinas, Australia, Italia, Francia, Suiza y Alemania. Entre varias discográficas ha colaborado con Warner Finland, Warner Japan, Warner Italy, Alba, Fuga, MILS, Motette-Ursina y Griola. Las grabaciones más importantes de Kiviniemi han sido César Franck Organ Works (OrganEra 2009) y Caveillé-Coll grabado en Rouen, Francia. También ha realizado actuaciones en la televisión internacional, entre otros en 2000 en la Catedral de Nuestra Señora en París con Olivier Latry. Fue el primer organista que ha grabado las obras completas para el órgano de Jean Sibelius.
- Suomen suurimmat urut (1989). La primera grabación de Kiviniemi
- Organ Era:
  - Renaissance-Tänze (v. 2001), Organ Era 1. FUGA 9140 Historic Renaissance Organ, Schmalkalden Schlosskirche, Germany
  - Bamboo (v. 2003), Organ Era 2. FUGA 9161 Historic Bamboo Organ in Las Piñas, Manila, Philippines
  - Heroic Song (v. 2003), Organ Era 3. FUGA 9163 The Organ of Lapua Cathedral, Finland
  - Angel Dream (v. 2003), Organ Era 4. FUGA 9164 The Organ of Lapua Cathedral, Finland
  - Waltzing Matilda (v. 2003), Organ Era 5. FUGA 9196 The Grand Concert Organ, Melbourne Town Hall, Australia
  - Serassi (v. 2004), Organ Era 6. FUGA 9183 Historic Organ at the Church of San Biagio, Caprino Bergamasco, Italy
  - Sibelius (v. 2004), Organ Era 7. FUGA 9182 Winterthur Stadtkirche, Switzerland
  - Canonnade (v. 2005), Organ Era 8. FUGA 9205 Historic Holzhay Organ, Abbey Church Neresheim, Germany
  - Bombarde (v. 2005), Organ Era 9. FUGA 9207 (запись N.º 100) Matthäuskirche Stuttgart, Germany
  - Liszt (v. 2006), Organ Era 10. FUGA 9214 Historic Seifert Organ, St.Mary’s Basilica Kevelaer, Germany
  - Wurlitzer (v. 2006), Organ Era 11. FUGA 9217 The Wurlitzer Theatre Pipe Organ, Sanfilippo Victorian Palace, Barrington Hills, Illinois,USA
  - Jehan Alain (v. 2006), Organ Era 12. FUGA 9219 The Organ of the Church of the Cross, Lahti, Finland
  - César Franck (v. 2009) Organ Era 13. FUGA 9281 Paschen Organ, Central Pori Church, Finland
  - Cavaillé-Coll, Paris (v. 2009) Organ Era 14. FUGA Historic Cavaillé-Coll Organ, Abbey Church of Saint-Ouen, Rouen, France
  - Rédemption (v. 2011) Organ Era 15. FUGA Dudelange, Luxemburg
  - The Cliburn Organ (v. 2015) Organ Era 16. FUGA The Rildia Bee O’Bryan Cliburn Organ Casavant Frères Limitée, Broadway Baptist Church, Fort Worth, Texas, USA
  - Sion (v. 2016) Organ Era 17. FUGA The oldest playable organ in the world in Sion Valére, Switzerland
  - Finlandia (v. 2016,) Organ Era 18. FUGA Tampere Cathedral, Finland
  - Stockwerk (v. 2016) Organ Era 19. FUGA Harder-Völkmann Organ in Stockwerk, Gröbenzell; Germany
- Liszt Music for Organ (v. 1995) MILS
- Wagner (v. 2001) MILS
- Chicago Concert (v. 1999) Motette-Ursina
- Poulenc Organ Concerto (v. 1995) Moscow Chamber Orchestra, dir. Constantin Orbelian
- Visions (v. 2000), Warner
- Improvisations (v. 1999), LOF

## Composiciones
- Sarja uruille (1977)
- Suite francaise (v.1991)
- Visions para el baile y el órgano (1998)
- Poème (1999)
- Mosaique (2002)
- Piéce (2002)
- Intermezzo (2005)
- Revontulet (2005)
- Fantasía «Suomalainen rukous» (2008)
- Étude pour les Pédales «Noë» (2009)
- De Profundis, homenaje a las víctimas de Fukushima(2011)
- Suite (Le Feu, Le Ciel, La Mosaique brisée) (2011)
- Fantasía 'Lohikäärmeen tuli' para el árpa y el órgano (2012)
- Poema 'Broken Soul' (Las partes Introduction, Consolation, Broken Soul) (2015)